# Robot x LaserBeam
ROBOT×LASERBEAM (ロボレーザービーム) là một manga thể thao Nhật Bản dài tập do Tadatoshi Fujimaki sáng tác và minh họa. Bộ truyện được giới thiệu trên Weekly Shōnen Jump vào tháng 3 năm 2017. cho tới 25 tháng 6 năm 2018. Truyện kể về một học sinh trung học có biệt danh là "Robot" lần đầu tiên tiếp xúc với môn thể thao golf.